# The Ultimate Fighter 2
The Ultimate Fighter 2 fue la segunda temporada del reality de televisión de The Ultimate Fighter que se estrenó el 22 de agosto de 2005. Los equipos separados fueron dirigidos por los combatientes de UFC de peso wélter Matt Hughes y peso medio Rich Franklin.

## Elenco

### Entrenadores
- Matt Hughes, entrenador Equipo Hughes
- Rich Franklin, entrenador Equipo Franklin

### Peleadores
- Equipo Hughes
  - Pesos wélter: Joe Stevenson, Luke Cummo, Josh Burkman, Sammy Morgan,*Jason Von Flue
  - Pesos pesados: Mike Whitehead, Dan Christison, Rob MacDonald, Tom Murphy

- Equipo Franklin
  - Pesos wélter: Marcus Davis, Jorge Gurgel, Anthony Torres, Melvin Guillard
  - Pesos pesados: Keith Jardine, Seth Petruzelli, Rashad Evans, Brad Imes

- Sin asignar
  - Kenny Stevens, Kerry Schall, Eli Joslin.

- Jason Von Flue fue reemplazado por Josh Burkman después de que no pudiera continuar debido a las lesiones sufridas en su pelea con Melvin Guillard.

### Otros
- Anfitriones: Dana White, Randy Couture
- Narrador: Mike Rowe

## Final
Episodio 13: The Ultimate Fighter 2 Finale (5 de noviembre, 2005)
- Peso wélter:  Joe Stevenson vs.  Luke Cummo

Stevenson derrotó a Cummo vía decisión unánime (30-27, 29-28, 29-28) para convertirse en el ganador de peso wélter de TUF.
- Peso pesado:  Rashad Evans vs.  Brad Imes

Evans derrotó a Imes vía decisión dividida (28-29, 29-28, 29-28) para convertirse en el ganador de peso pesado de TUF.

## Llaves
|  | Semifinales    | Semifinales |            |               | Final | Final |  |
|  |                |             |            |               |       |       |  |
|  |                |             |            |               |       |       |  |
|  | Joe Stevenson  | SUM         |            |               |       |       |  |
|  | Joe Stevenson  | SUM         |            |               |       |       |  |
|  | Jason Von Flue | 1           |            |               |       |       |  |
|  | Jason Von Flue | 1           |            | Joe Stevenson | DU    |       |  |
|  |                |             |            | Joe Stevenson | DU    |       |  |
|  |                |             | Luke Cummo | 3             |       |       |  |
|  | Luke Cummo     | KO          | Luke Cummo | 3             |       |       |  |
|  | Luke Cummo     | KO          |            |               |       |       |  |
|  | Sammy Morgan   | 2           |            |               |       |       |  |
|  | Sammy Morgan   | 2           |            |               |       |       |  |
|  |                |             |            |               |       |       |  |

|  | Semifinales     | Semifinales |           |              | Final | Final |  |
|  |                 |             |           |              |       |       |  |
|  |                 |             |           |              |       |       |  |
|  | Rashad Evans    | DU          |           |              |       |       |  |
|  | Rashad Evans    | DU          |           |              |       |       |  |
|  | Keith Jardine   | 3           |           |              |       |       |  |
|  | Keith Jardine   | 3           |           | Rashad Evans | DD    |       |  |
|  |                 |             |           | Rashad Evans | DD    |       |  |
|  |                 |             | Brad Imes | 3            |       |       |  |
|  | Seth Petruzelli | DD          | Brad Imes | 3            |       |       |  |
|  | Seth Petruzelli | DD          |           |              |       |       |  |
|  | Brad Imes       | 3           |           |              |       |       |  |
|  | Brad Imes       | 3           |           |              |       |       |  |
|  |                 |             |           |              |       |       |  |

1. ↑  Nunca peleó en Eliminaciones.

Leyenda
| style="border:1px solid black;" align=left |  |                   |
|                                            |  | Equipo Hughes     |
|                                            |  | Equipo Franklin   |
| DU                                         |  | Decisión Unánime  |
| DD                                         |  | Decisión Dividida |
| SUM                                        |  | Sumisión          |
| (T)KO                                      |  | Nocaut (Técnico)  |

|}